# Gyulay Zoltán (bányamérnök)
Gyulay Zoltán (Csáktornya, 1900. szeptember 22. – Miskolc, 1977. február 9.) bányamérnök, egyetemi tanár, kutatóintézet-igazgató.

## Élete, munkássága
Gyulay Zoltán három iskolában végezte középiskolai tanulmányait: a szegedi állami főgimnáziumban járt két évet, majd a soproni állami főreáliskolában szintén kettőt. Ekkor a katonai pálya iránt kezdett érdeklődni, és az 5–8. osztályt már a soproni honvéd főreáliskolában teljesítette, itt érettségizett 1918-ban. A Ludovikán tanult másfél évig, de azután beiratkozott a soproni Bányászati és Erdészeti Főiskolára, ahol 1923-ban szerzett bányamérnöki diplomát. 1925 és 1935 között először a főiskola Mechanikai, majd Bányaműveléstani Tanszéken volt tanársegéd. Az olajbányászat gyakorlatával 1935-től 1938-ig fúrómunkásként ismerkedett meg: a dél-zalai szénhidrogénkutatásoknál, amit az angol és amerikai tőkével létrehozott Eurogasco (European Gas and Electric Company) végzett. 1938-ban a MAORT (Magyar–Amerikai Olajipari Rt.) mérnöke (e minőségében egyik alapítója a nagykanizsai MAORT-telepnek), 1945-ben műszaki igazgatója és az igazgatótanács tagja, majd 1948-ban a vezérigazgatója lett. Közben, 1944-ben szerkesztője volt a Bányászati és Kohászati Lapok című szakfolyóiratnak. Miután 1948-ban államosították a céget, a Nehézipari Minisztériumban osztályvezető volt, aztán Nagykanizsán a Dunántúli Ásványolaj Központ vezérigazgatója lett.
Oktatási tevékenységét 1950-ben kezdte a budapesti Gazdasági és Műszaki Akadémia tanáraként. 1951. július 1-jén vezetésével létrejött Sopronban az az Olajtermelési Tanszék, amelyet már korábban is (1943) terveztek megalakítani, de a második világháború meghiúsította az elképzeléseket. Amikor 1959-ben a Bányamérnöki Kar is a Nehézipari Műszaki Egyetem része lett, ő is Miskolcra költözött, és a Tanszék vezetője volt 1966-ig. Kidolgozta az olajmérnöki szak tantervét, oktatókat toborzott, és berendezte a laboratóriumokat. 1960-ban Miskolcon is megszervezte az MTA Olajbányászati Kutató Laboratóriumát, amelynek Sopronban már 1956-tól az igazgatója volt. Az intézetet az Olajtermelési Tanszékkel közös szárnyban helyezték el az Egyetemen. Gyulay Zoltán két ciklusban volt a Bányamérnöki Kar dékánja: 1951 és 1955, valamint 1961 és 1964 között. 1953-ban szerezte meg kandidátusi fokozatát, 1960-ban pedig műszaki doktor lett. 1971-ben vonult nyugdíjba, de a Rezervoármechanika című tantárgyat egészen a haláláig ő adta elő. 1962-től több alkalommal volt a TU Berakademie Freiberg (Freibergi Bányászati Akadémia) vendégprofesszora. Oktatói feladatai mellett 1966-tól 1972-ig az Országos Magyar Bányászati és Kohászati Egyesület elnöke, 1971-től 1975-ig a soproni Központi Bányászati Múzeum igazgatója is volt. 1977 februárjában hunyt el, gyalogosként elütötte egy autó.
Gyulay Zoltán volt a hazai rezervoármechanika megteremtője, ő vezette be az oktatásba is. Nevéhez fűződik az első magyarországi rotary-rendszerű fúrás megvalósítása, az akkori Európa leghosszabb kőolajvezetékének és a zalai olajlelőhelyek műszaki létesítményeinek a megtervezése, kidolgozta az olaj és a földgáz egy vezetékben, csomagokban való továbbítását, mindemellett neves bányászattörténész is volt. Munkásságát számos díjjal ismerték el: 1953-ban Szocialista munkáért érdemérmet, 1962-ben és 1970-ben Munka Érdemrendet kapott. A Freibergi Bányászati Akadémia tiszteletbeli szenátorává választotta, és a „szakmától” megkapta a Wahlner Aladár-, a Zorkóczy Samu-, a Zsigmondy Vilmos- és a Christoph Traugott Delius-emlékérmet, valamint az OMBKE Aranyoklevelét.

## Főbb művei
- Olajtávvezetékek tervezése és építése. Budapest, 1942.
- Rezervoármechanika I–IV. Budapest, 1965.